# Merced (métro de Mexico)
Pour les articles homonymes, voir Merced.
Merced est une station de la Ligne 1 du métro de Mexico, située à l'est de Mexico, dans la délégation Venustiano Carranza.

## La station
La station ouverte en 1969, est nommée d'après le marché adjacent Mercado de la Merced (dans le quartier du même nom), autrefois centre du commerce des produits du terroir dans la ville et l'un des marchés les plus traditionnels. Au fil des ans, le Central de Abasto a pris le pas, mais le Mercado de la Merced conserve un grand afflux et la station est reliée à elle directement. D'où le symbole de la station représente une caisse de pommes.